# آنتون فوکین
آنتون فوکین (به انگلیسی: Anton Fokin) ژیمناست زادهٔ ۱۳ نوامبر ۱۹۸۲ میلادی اهل کشور ازبکستان است.